# Jacquemontia elegans
Jacquemontia elegans är en vindeväxtart som beskrevs av Helwig. Jacquemontia elegans ingår i släktet Jacquemontia och familjen vindeväxter. Inga underarter finns listade i Catalogue of Life.